# Cantó de Parentís
El cantó de Parentís és un cantó francès del departament de les Landes, situat al districte de Mont de Marsan. Té sis municipis i el cap és Parentís.

## Municipis
- Biscarròssa
- Gastas
- Parentís
- Senta Aulàdia de Bòrn
- Sanguinet
- Ishós

## Història
| Data d'elecci￳ó                      | Identitat     | Partit | Qualitat |
| ------------------------------------ | ------------- | ------ | -------- |
| 1964-1982                            | André Mirtin  | RPR    |          |
| 1982-1994                            | Roger Ducom   | RPR    |          |
| 1994-2008                            | Paul Grimberg | PS     |          |
| 2008-                                | Alain Dudon   | UMP    |          |
| les dades anteriors no són conegudes |               |        |          |
|                                      |               |        |          |

## Demografia
| 1962  | 1968   | 1975   | 1982   | 1990   | 1999   | 2006   |
| ----- | ------ | ------ | ------ | ------ | ------ | ------ |
| 8.315 | 14.029 | 15.623 | 15.918 | 17.532 | 18.381 | 23.118 |